# Manchester (Iowa)
Manchester – miasto w Stanach Zjednoczonych, w stanie Iowa, siedziba hrabstwie Delaware. W 2000 liczyło 5 257 mieszkańców.